# Swfdec
Swfdec je svobodná/open source implementace přehrávače formátu Macromedia Flash. Existuje ve verzích pro operační systémy Linux a FreeBSD. Projekt je distribuovaný pod licencí GNU Lesser General Public License (LGPL).